# Medianoche (Doctor Who)
Medianoche (Midnight) es el décimo episodio de la cuarta temporada moderna de la serie británica de ciencia ficción Doctor Who, emitido originalmente el 14 de junio de 2008. Se trata de un episodio "ligero de acompañante" de la serie en el sentido de que la acompañante vigente, Catherine Tate, solo aparece de forma testimonial pocos minutos, protagonizando el argumento en exclusiva David Tennant.

## Argumento
El Décimo Doctor (David Tennant) y Donna (Catherine Tate) están de visita en el planeta de vacaciones Medianoche, cuya superficie está continuamente bañada por una radiación letal que expele su estrella. El Doctor está aburrido y planea tomar un vehículo turístico para visitar una cascada de zafiros, pero no logra convencer a Donna de que deje la comodidad del Spa a pesar de sus continuos intentos, así que decide irse por su cuenta. Durante el camino, irá trabando amistad con el resto de los turistas que le acompañan en el vehículo: el profesor Hobbes (David Troughton), quien investiga la cascada de zafiros; su asistenta, Dee Dee Blasco (Ayesha Antoine), la familia Cane, Val (Lindsey Coulson), Biff (Daniel Ryan), y su hijo adolescente Jethro Cane (Colin Morgan), que ve todo con pesimismo; y una empresaria recientemente divorciada llamada Sky Silvestry (Lesley Sharp).
El vehículo se detiene inesperadamente a mitad de ruta, y el piloto les asegura que todo va bien. Con su papel psíquico, el Doctor llega hasta la cabina, donde el piloto (Tony Bluto) y el mecánico (Duane Henry) le dicen que los motores parecen funcionar con normalidad, pero simplemente no se mueven. El Doctor les pide que abran el filtro de la ventanilla para ver el exterior, y antes de que la radiación se vuelva peligrosa y les obligue a cerrar, el mecánico dice que ha visto algo moviéndose hacia ellos. El conductor manda una llamada de socorro y hay un equipo de rescate en camino, pero necesitarán cierto tiempo para llegar. Con el Doctor de vuelta con los demás pasajeros, comienza a oírse un ruido de golpecitos en el interior del vehículo que parece imitar los sonidos que los pasajeros hacen en las paredes. Entonces, el ruido se hace más fuerte y se lanza contra Sky, que está agachada asustada. Todo el vehículo se mueve con fuerza y fallan las luces. Cuando la azafata (Rakie Ayola) abre la puerta de la cabina, descubre que la misma ha sido arrancada completamente del vehículo.
Sky comienza a comportarse de forma extraña, y el Doctor intenta hablar con ella, pero ella simplemente repite lo que le dicen. Mientras los pasajeros hablan y discuten, el retardo en las repeticiones de Sky se va acortando hasta que empieza a decir las cosas al mismo tiempo que los otros. Los pasajeros se asustan, creyendo que Sky está poseída, y comienzan a planear asesinarla lanzándola fuera del vehículo. El Doctor se interpone y calma a los pasajeros, tomando la tarea de hablar con Sky. Entonces, se da cuenta de que Sky ahora solo está repitiendo sus palabras. Los otros pasajeros, entonces observan que Sky empieza a decir sus frases antes que el Doctor, que las repite poco después, y sospechan que lo que poseyó a Sky ahora está dentro del Doctor.
Sky intenta convencer a los otros de que ha vuelto a la normalidad. Echa la culpa al Doctor de lo que ha sucedido y les anima a tirarle fuera del vehículo para salvarse a sí mismos. El Doctor está visiblemente luchando por recuperar el control, pero no puede hacer más que repetir a Sky. La azafata y Dee Dee comienzan a sospechar que Sky aún está poseída y que intenta engañarles, convenciéndose cuando Sky utiliza palabras y frases que el Doctor empleaba al principio del viaje. La azafata sorprende a Sky agarrándola y después se sacrifica, lanzándose a ambas fuera del vehículo contra la radiación mortal. Con la muerte de Sky, el Doctor vuelve a la normalidad. Los otros pasajeros se dan cuenta de cómo se han comportado, y están heridos sentimentalmente, después el equipo de rescate llega a recogerlos. Se dan cuenta de que ninguno de ellos conocía el nombre de la azafata.
De vuelta en el spa, el traumatizado Doctor se reúne con Donna y tras un prolongado abrazo le cuenta lo que ha sucedido, diciendo que pedirá al centro de vacaciones que cierren y se marchen para que la criatura no pueda regresar.

### Continuidad
Dee Dee le dice al Doctor que ha escrito un ensayo sobre la luna perdida de Poosh. El Doctor también menciona la Cascada Medusa, y Rose Tyler (Billie Piper) aparece brevemente (sin que el Doctor se de cuenta) en una de las pantallas de televisión. Todo son referencias al arco argumental de la temporada que comenzará a resolverse en los tres siguientes y últimos episodios de la misma.

## Producción
Este episodio fue el 50.º de la serie moderna, y se rodó al mismo tiempo que Gira a la izquierda. Donna tuvo un papel menor en el episodio (solo en la secuencia pre-créditos y en la última escena), mientras el Doctor tuvo un papel menor en Gira a la izquierda.